# Henricia seminudus
Henricia seminudus är en sjöstjärneart som först beskrevs av A.H. Clark 1916.  Henricia seminudus ingår i släktet Henricia och familjen krullsjöstjärnor. Inga underarter finns listade i Catalogue of Life.